# 敘利亞野驢
敘利亞野驢（Equus hemionus hemippus）是一種分佈在敘利亞山區及沙漠的亞洲野驢亞種。最後一隻於1928年在維也納動物園死去。現已滅絕。